# Grégoire Izidorzyk
Grégoire Izidorzyk (Youx, 10 de março de 1927) é um ex-futebolista francês. Estava na equipe que chegou a final da Copa da França de Futebol de 1950-1951.

## Clubes
- Valenciennes Football Club (1950–1954)